# Монети султанату Могадішо
Султанат Могадішо у середньовіччі виробляв монети, що використовувалися і за його межами.

## Огляд
Щоб полегшити регіональну торгівлю, султанат Могадішо почав робити власні монети, що призвело до його посилення в економічному плані. На монетах зазначалися імена султанів. Деякі монети Могадішо також переймали стиль держави Фатімідів та Османської імперії. Держава Аджуран мала власні монети і також використовувала монети, що спочатку карбувалися султанатом Могадішо, який пізніше стане частиною Аджуранської імперії в XIII столітті.
Монети Могадішо використовувалися також в інших країнах. Деякі знайдені навіть на території сучасних Об'єднаних Арабських Еміратів, де на викопаній монеті було ім'я султана сомалійського XV століття Алі Юсуфа. У ході трьох археологічних експедицій у Варшейсі між 1920 та 1921 Енріко Черуллі також виявив монети середньовічних султанів Могадішо. Вони були передані на зберігання до Східної школи університету Сапієнца, але пізніше втрачені під час Другої світової війни. За словами Черуллі, подібні монети були знайдені в селі Мос (Моос), розташованому приблизно за 14 км на північний захід від Варшейха.
Фрімен-Гренвілл в 1963 також повідомляє про ще одну знахідку старовинних монет. Під час розкопок в Іраку в 1971 виявлено шматок міді з ім'ям султана Могадішо Алі ібн Юсуфа. Бронзові монети султанів Могадішо також були знайдені в Беліді неподалік Салали в Дофарі.
На відміну від християнського Аксума, через релігійну заборону правителі не могли поміщати на монети свої зображення, тому їхній вигляд невідомий.
За словами Юрія Кобіщанова, у XVI-XVII століттях лише в Могадішо, єдиному місці Африки на південь від Сахари, випускалися власні срібні та мідні монети.